# Радосавці
Радосавці (хорв. Radosavci) — населений пункт у Хорватії, в Вировитицько-Подравській жупанії у складі міста Слатина.

## Населення
Населення за даними перепису 2011 року становило 99 осіб.
Динаміка чисельності населення поселення:

## Клімат
Середня річна температура становить 11,03 °C, середня максимальна – 24,81 °C, а середня мінімальна – -4,93 °C. Середня річна кількість опадів – 774 мм.
| Клімат поселення                              | Клімат поселення | Клімат поселення | Клімат поселення | Клімат поселення | Клімат поселення | Клімат поселення | Клімат поселення | Клімат поселення | Клімат поселення | Клімат поселення | Клімат поселення | Клімат поселення | Клімат поселення |
| Показник                                      | Січ.             | Лют.             | Бер.             | Квіт.            | Трав.            | Черв.            | Лип.             | Серп.            | Вер.             | Жовт.            | Лист.            | Груд.            |                  |
| Середній максимум, °C                         | 6,79             | 8,12             | 12,53            | 16,84            | 21,72            | 24,81            | 24,12            | 23,75            | 19,68            | 14,68            | 9,14             | 4,89             |                  |
| Середня температура, °C                       | 0,94             | 2,24             | 6,67             | 10,97            | 15,84            | 18,94            | 20,86            | 20,49            | 16,41            | 11,43            | 5,89             | 1,63             |                  |
| Середній мінімум, °C                          | −4,93            | −3,62            | 0,80             | 5,10             | 9,98             | 13,06            | 17,60            | 17,23            | 13,16            | 8,17             | 2,64             | −1,63            |                  |
| Норма опадів, мм                              | 47               | 42               | 48               | 62               | 74               | 93               | 72               | 75               | 62               | 66               | 75               | 58               |                  |
| Середньомісячна швидкість вітру, м/с          | 2.19             | 2.45             | 2.75             | 2.64             | 2.38             | 2.20             | 2.10             | 1.92             | 1.98             | 2.03             | 2.17             | 2.24             |                  |
| Середньомісячна сонячна радіація, кДж/м²·день | 4145             | 6920             | 10812            | 15214            | 19311            | 21511            | 22263            | 19881            | 14718            | 9113             | 4735             | 3510             |                  |
| --------------------------------------------- | ---------------- | ---------------- | ---------------- | ---------------- | ---------------- | ---------------- | ---------------- | ---------------- | ---------------- | ---------------- | ---------------- | ---------------- | ---------------- |
| Джерело:                                      |                  |                  |                  |                  |                  |                  |                  |                  |                  |                  |                  |                  |                  |